# Soltsy
Soltsy (en russe : Сольцы) est une ville de l'oblast de Novgorod, en Russie, et le centre administratif du raïon Soletski. Sa population s'élevait à 9 393 habitants en 2013.

## Géographie
Soltsy est arrosée par la rivière Chelon (Шелонь), et se trouve à 71 km — 77 km par la route — au sud-ouest de Novgorod.

## Histoire

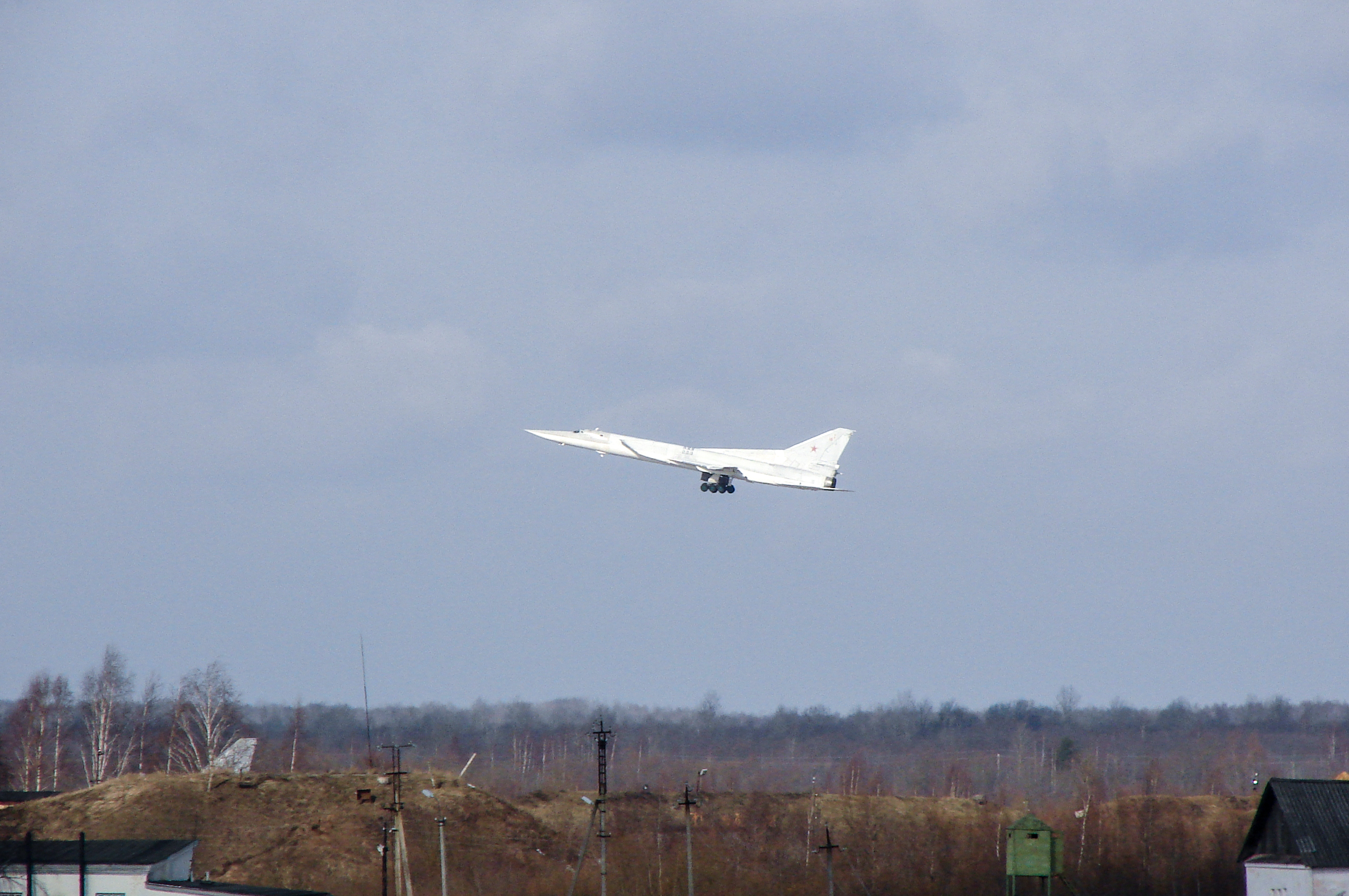
Un Tu-22M3 au décollage vu depuis Soltsy.

La première mention de Soltsy remonte à 1390. À cette époque, c'était un point important de la route commerciale entre Novgorod et Pskov. En 1471, la bataille de la Chelon entre les forces moscovites dirigées par Ivan III et l'armée de la république de Novgorod eut lieu près du village. Elle marqua la fin de l'indépendance politique de la république de Novgorod. La localité s'est progressivement développée, obtenant en 1914 le statut de ville.
Depuis la guerre froide, une base aérienne militaire stratégique, Soltsy-2, construite en 1951 se trouve à proximité. Elle est utilisée par l'Aviation à long rayon d'action.

## Population
Recensements (*) ou estimations de la population
| 1856  | 1897* | 1926* | 1959* | 1970* | 1979*  |
| ----- | ----- | ----- | ----- | ----- | ------ |
| 4 900 | 3 981 | 4 317 | 9 082 | 9 357 | 11 672 |

| 1989*  | 2002*  | 2010*  | 2012  | 2013  | - |
| ------ | ------ | ------ | ----- | ----- | - |
| 11 782 | 11 264 | 10 086 | 9 563 | 9 393 | - |